# Alief (estado mental)
En filosofía y psicología, un alief (en inglés, como contrario a "belief", creencia) es una actitud similar a una creencia automática o habitual, particularmente una que está en tensión con las creencias explícitas de una persona.
Por ejemplo, una persona parada en un balcón transparente puede creer que está a salvo, pero no poder evitar sentir que está en peligro al mismo tiempo. Una persona que ve una película triste puede creer que los personajes son completamente ficticios, pero sus aliefs pueden hacerle llorar de todos modos.  
Un alief es un estado mental asociativo, que se diferencia de las actitudes proposicionales como la creencia, la imaginación, la pretensión al no ser lingüístico y, por ello, no relacionarse con ningún contenido proposicional. Por el contrario, se enfatiza la naturaleza de ser un estado, porque implica la inervación del cuerpo. Su atomaticidad lo vuelve rígido y de difícil modificación. La naturaleza arracional y no proposicional hace que este pueda tomar lugar en animales no humanos y en infantes.
Tanto un alief como una creencia pueden manifestarse en una misma persona a la vez, y ambas categorías mentales comparten un rol representacional y motivacional, fungiendo como detonantes comportamentales:

El alief, como estado mental, ocurre en el cerebro de las criaturas, fruto tanto de  la  herencia  filogenética  como  de  las  vivencias particulares  del  organismo,  que  resultan en la creación de grupos neuronales de asociaciones con contenido repre-sentacional, afectivo, y comportamental [...]. Por consiguiente, el alief del  puente  estaría  representacional,  comportamental  y afectivamente  guiado,  y  al  tratarse de un estado y no de una actitud, su representación no contradice la creencia de que el puente es seguro, sencillamente porque no hay oportunidad de contradecirla; son de naturalezas diferentes y gracias a esto es que el alief despliega su carácter arracional [...].
Martín Echeverrí

## Origen e impacto

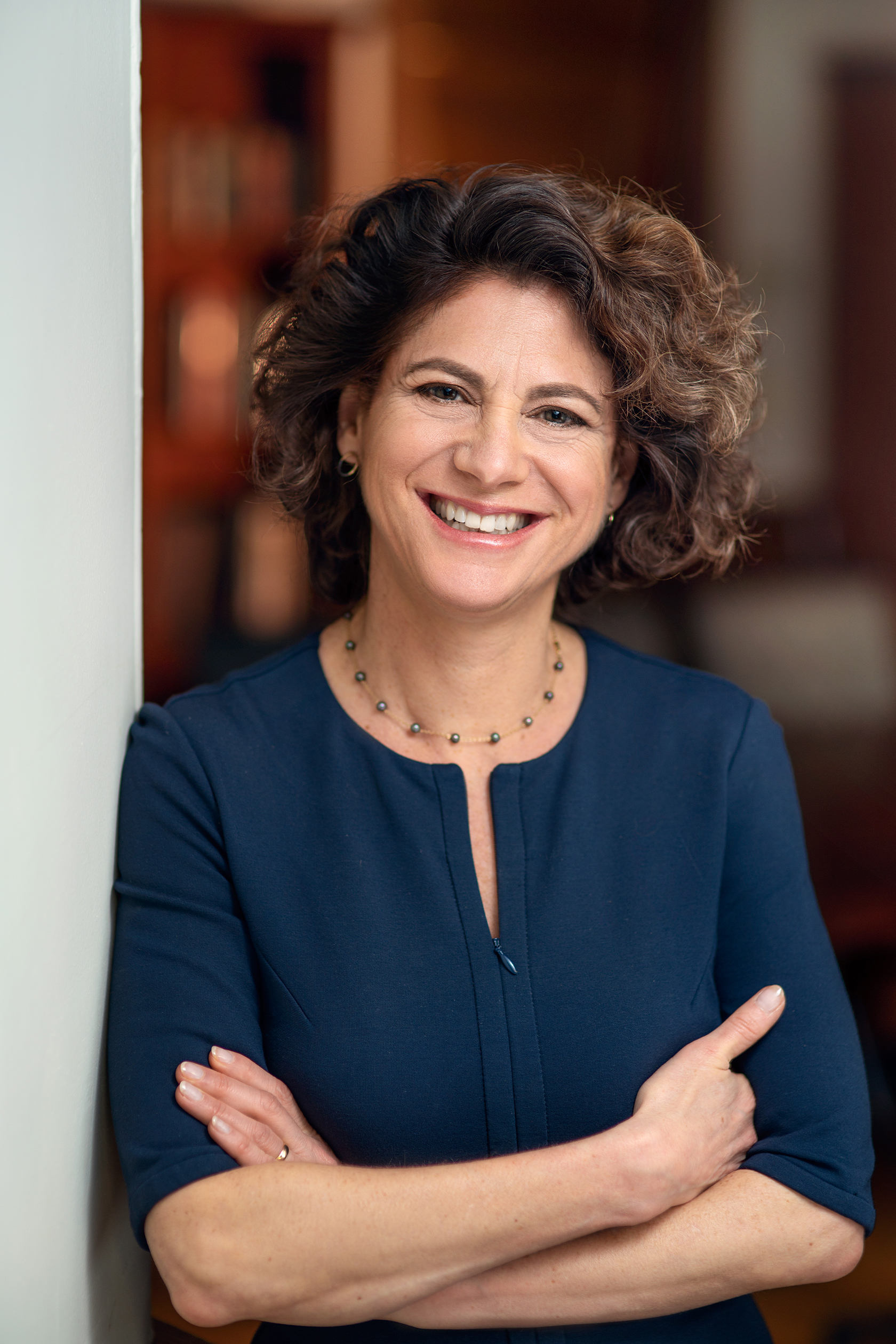
Tamar Gendler en 2018.

El término alief fue introducido por la filósofa estadounidense Tamar Gendler, profesora de filosofía y ciencia cognitiva en la Universidad de Yale, en un par de artículos influyentes publicados en 2008.
Desde la publicación de estos artículos, Gendler y otros, incluidos el psicólogo Paul Bloom y el filósofo Daniel Dennett, han utilizado la noción de alief para explicar una variedad de fenómenos psicológicos, incluido el placer por la narrativa, la persistencia de ilusiones positivas, ciertas creencias religiosas, y ciertos trastornos psiquiátricos, como las fobias o el trastorno obsesivo-compulsivo.
No obstante su interés e impacto en psicología y ciencia cognitiva, el concepto no ha estado excepto de polémica académica, siendo objeto de crítica, especialmente en lo que respecta a su poder predictivo de la conducta humana.